# Henipavirus
Henipavirus je rod virusov z negativno RNK verigo v družini Paramyxoviridae v redu Mononegavirales. Rod vsebuje šest uveljavljenih vrst, in številne druge, ki jih še preučujejo. Henipaviruse naravno hrani več vrst malih sesalcev, predvsem pteropidne leteče lisice, mikronetopirji več vrst in rovke. Za henipaviruse so značilni dolgi genomi in širok razpon gostiteljev. Njihov nedavni pojav v vlogi zoonoznih patogenov, ki lahko povzročijo bolezni in smrt pri domačih živalih in ljudeh, je zaskrbljujoč.
Leta 2009 so bila v afriških slamnatih sadnih netopirjih (Eidolon helvum) v Gani odkrita zaporedja RNA treh novih virusov v filogenetskem razmerju z znanimi henipavirusi. Odkritje novih henipavirusov zunaj Avstralije in Azije kaže, da je območje potencialne endemičnosti henipavirusov lahko po vsem svetu. Ti afriški henipavirusi se preučujejo počasi.
Henipavirusa Nipah in Hendra veljata za izbrana agenta kategorije C (prekrivanje USDA-HHS).

## Struktura
Henipavirioni so pleomorfni (različnih oblik), v premeru veliki od 40 do 600 nm. Imajo lipidno membrano, ki prekriva lupino virusnega matričnega proteina. V jedru je ena spiralna veriga genomske RNK, ki je tesno vezana na protein N (nukleokapsid) in povezana s proteini L (veliki) in P (fosfoprotein), ki zagotavljajo aktivnost RNK polimeraze med replikacijo.
V lipidno membrano so vgrajeni izrastki trimerjev proteinov F (fuzije) in tetramerjev proteinov G (pritrjevanje). Funkcija proteina G (razen v primeru MojV-G) je pritrditev virusa na površino gostiteljske celice prek Ephrina B1, B2 ali B3, družine visoko ohranjenih proteinov sesalcev. Struktura pritrditvenega glikoproteina je bila določena z rentgensko kristalografijo. Protein F spoji virusno membrano z membrano gostiteljske celice in vsebino viriona sprosti v celico. Povzroči tudi zlitje okuženih celic s sosednjimi celicami, ki tvorijo velike večjedrne sincicije.

## Genom
Kot vsi mononegavirusni genomi sta tudi genoma virusa Hendra in Nipah nesegmentirana, enoverižna negativna RNA. Oba genoma sta dolga 18,2 kb in vsebujeta šest genov, ki ustrezajo šestim strukturnim proteinom.
Tako kot pri drugih članih družine Paramyxoviridae je število nukleotidov v genomu henipavirusa večkratnik števila šest, kar je skladno s tako imenovanim "pravilom šestih". Odstopanje od pravila šestih z mutacijo ali nepopolno sintezo genoma vodi do neučinkovite replikacije virusa, verjetno zaradi strukturnih omejitev, ki jih nalaga vezava med RNA in proteinom N.
Henipavirusi uporabljajo nenavaden postopek urejanja RNA, v katerem ustvarijo več proteinov iz enega gena. Poseben proces pri henipavirusih vključuje vstavitev dodatnih ostankov gvanozina v mRNA gena P pred translacijo. Število dodanih ostankov določa, ali se sintetizirajo proteini P, VC ali W. Funkcije proteinov V in W niso znane, vendar lahko sodelujejo pri motnjah protivirusnih mehanizmov gostitelja.

## Pojav
Pojav henipavirusov je vzporeden s pojavom drugih zoonoznih virusov v zadnjih desetletjih. Netopirji so prav tako prenašalci koronavirusa SARS, lisavirusa avstralskega netopirja, virusa Menangle, virusa Marburg in morda virusov ebole. Pojav vsakega od teh virusov je bil povezan s povečanim stikom med netopirji in ljudmi, ki včasih vključuje vmesnega domačega živalskega gostitelja. Povečan stik je posledica človekovega vdora na ozemlje netopirjev (v primeru Nipaha, zlasti prašičjih kmetij na omenjenem ozemlju) in premikanja netopirjev proti človeški populaciji zaradi sprememb v porazdelitvi hrane in izgube življenjskega prostora.
Obstajajo dokazi, da izguba habitata za leteče lisice, tako v južni Aziji in Avstraliji (zlasti vzdolž vzhodne obale), kot tudi posegi človeških bivališč in kmetijstva v preostale habitate, povzroča večje prekrivanje porazdelitve ljudi in letečih lisic.

## Taksonomija
| Rod         | Vrsta                          | Virus (okrajšava)    |
| Henipavirus | Cedar henipavirus              | Cedar virus (CedV)   |
| Henipavirus | Henipavirus ganskega netopirja | Virus Kumasi (KV)    |
| Henipavirus | Hendra henipavirus             | Hendra virus (HeV)   |
| Henipavirus | Mojiang henipavirus            | Virus Mòjiāng (MojV) |
| Henipavirus | Nipah henipavirus              | Virus Nipah (NiV)    |
| Henipavirus | Henipavirus Langya             | Virus Langya (LayV)  |